# Женщина с бархаткой на шее
«Женщина с бархаткой на шее» (фр. La Femme au collier de velours; другие варианты названия — «Дама с бархаткой на шее», «Мёртвая голова») — историко-мистическая повесть французского писателя Александра Дюма-отца, написанная им в соавторстве с Полем Лакруа и публиковавшаяся в 1848—1850 годах. Её действие происходит во время Французской революции. Литературоведы относят повесть к течению «чёрный романтизм».

## Сюжет
Повесть начинается с пространной вступительной главы, посвящённой Шарлю Нодье: именно он, по словам Дюма, рассказал историю, изложенную далее. Основное действие происходит в 1793 году в Париже. 17-летний Эрнст Теодор Гофман приезжает в этот город в разгар якобинского террора. Дома, в Мангейме, его ждёт невеста Антония, но тем не менее он без памяти влюбляется в танцовщицу и проститутку Арсену, любовницу Дантона, которая носит на шее бархатку с серебряной застёжкой в виде гильотины. Ради обладания Арсеной Гофман готов на всё. Он закладывает медальон, подаренный Антонией, отправляется в игорный дом и, ставя всё время на 26, выигрывает большую сумму. Однако сразу после этого Гофман узнаёт, что Дантон арестован и казнён и что Арсена бежала, чтобы избежать той же участи. В отчаянии он бродит по улицам и у эшафота натыкается на Арсену, лежащую у самой гильотины. Гофман приводит девушку в гостиницу, проводит с ней ночь, но наутро находит в постели её труп.
Когда врач расстёгивает ожерелье на шее Арсены, голова, давно отделённая от тела, падает и катится к ногам Гофмана. Герой узнаёт, что Арсену гильотинировали накануне. Он вспоминает о своей невесте, выкупает заложенный медальон, но вскоре узнаёт, что Антония умерла, почувствовав на расстоянии его предательство.
На тот же сюжет Вашингтон Ирвинг написал новеллу «Женщина с бархаткой, или Приключения немецкого студента» (1824).

## Создание и оценки
Александр Дюма написал «Женщину с бархаткой на шее» совместно с Полем Лакруа. Повесть выходила отдельными главами в газете Le Constitutionnel, в 1849 году была включена в сборник «Тысяча и один призрак». Литературоведы полагают, что отсылки писателя к Шарлю Нодье — мистификация: по-видимому, источником сюжетного материала для Дюма стали новелла Ирвинга и произведения Гофмана.
В «Женщине с бархаткой на шее» исследователи видят последний всплеск «чёрного романтизма». Здесь сливаются воедино мотивы чувственного наслаждения и насильственной смерти, причём первое раскрывается через второе благодаря персонажу Арсены: как только Гофман утоляет своё желание, живая и красивая женщина превращается в изуродованный труп. Связь с мотивом смерти заметна и в первой главе, так как Нодье рассказывает Дюма историю Гофмана перед собственной кончиной.